# Окнино (Луганская область)
Окнино (укр. Окнине) — село, относится к Новоайдарскому району Луганской области Украины.
Население по переписи 2001 года составляло 104 человека. Почтовый индекс — 93534. Телефонный код — 6445. Занимает площадь 0,79 км². Код КОАТУУ — 4423181203.

## Местный совет
93533, Луганська обл., Новоайдарський р-н, с. Гречишкине, вул. Радянська, 1  (укр.)